# Pseudorabdion ater
Pseudorabdion ater — вид змій родини полозових (Colubridae). Ендемік Філіппін.

## Поширення і екологія
Pseudorabdion ater відомі з типової місцевості, розташованої в заповіднику Пасонанка, на півострові Замбоанга на острові Мінданао. Вони живуть у вологих тропічних лісах, серед опалого листя. Відкладають яйця.